# Дробот, Дмитрий Васильевич
Дмитрий Васильевич Дробот (род. 4 декабря 1938, Москва) — учёный-химик, бывший заведующий кафедрой химии и технологии редких и рассеянных элементов МИТХТ, заслуженный деятель науки Российской Федерации (2000), лауреат премии имени Л. А. Чугаева (1997).

## Биография
Родился 4 декабря 1938 года в Москве.
В 1961 году закончил МИТХТ имени М. В. Ломоносова, специальность «химическая технология редких и рассеянных элементов».
В 1984 году защитил докторскую диссертацию. Имеет учёную степень доктора химических наук.
В 1987 году ему было присвоено учёное профессора.
Является академиком РАЕН.
В МИТХТ заведует кафедрой химии и технологии редких и рассеянных элементов, читает курсы лекций «термодинамика гетерогенных равновесий», «химия и технология редких и рассеянных элементов» и «физико-химический анализ и материаловедение».
В область научных интересов Дробота входят синтез и строение и свойства координационных соединений d-,f- элементов с органическими лигандами, методы «мягкой химии», управляемый синтез функциональных материалов на основе редких элементов, термодинамика гетерогенных равновесий в n-компонентных системах, химическая технология редких и рассеянных элементов.
Является автором 256 научных трудов, в том числе 188 статей, 20 учебно-методических пособий, 42 патентов и авторских свидетельств, 3 справочников, 2 книг и 1 учебника.
Подготовил 20 кандидатов и 1 доктора наук.

## Премии, звания
- Премия имени Л. А. Чугаева (за 1997 год, совместно с В. И. Букиным, А. М. Резником) — за цикл работ «Координационная химия редких элементов с органическими лигандами»[2].
- Заслуженный деятель науки Российской Федерации (2000)[3][5].
- Почётный профессор МИТХТ[3].
- Почётный работник высшего профессионального образования Российской Федерации[3].

## Семья
- Мать — Галина Васильевна Дробот (1917—2009), писательница, участница Великой Отечественной войны.
- Отец — Исаак Савельевич Зарубин (1913—1944), поэт. Погиб во время Великой Отечественной войны (умер от ран).
- Супруга — Наталия Фёдоровна Дробот, химик (род. в 1938).
- Дочь — Ольга Дмитриевна Дробот (род. в 1962), российский переводчик, специалист по скандинавской литературе.
- Сын — Алексей Дмитриевич Дробот (род. в 1975), бизнесмен.